# Norra Skogsmagasinet

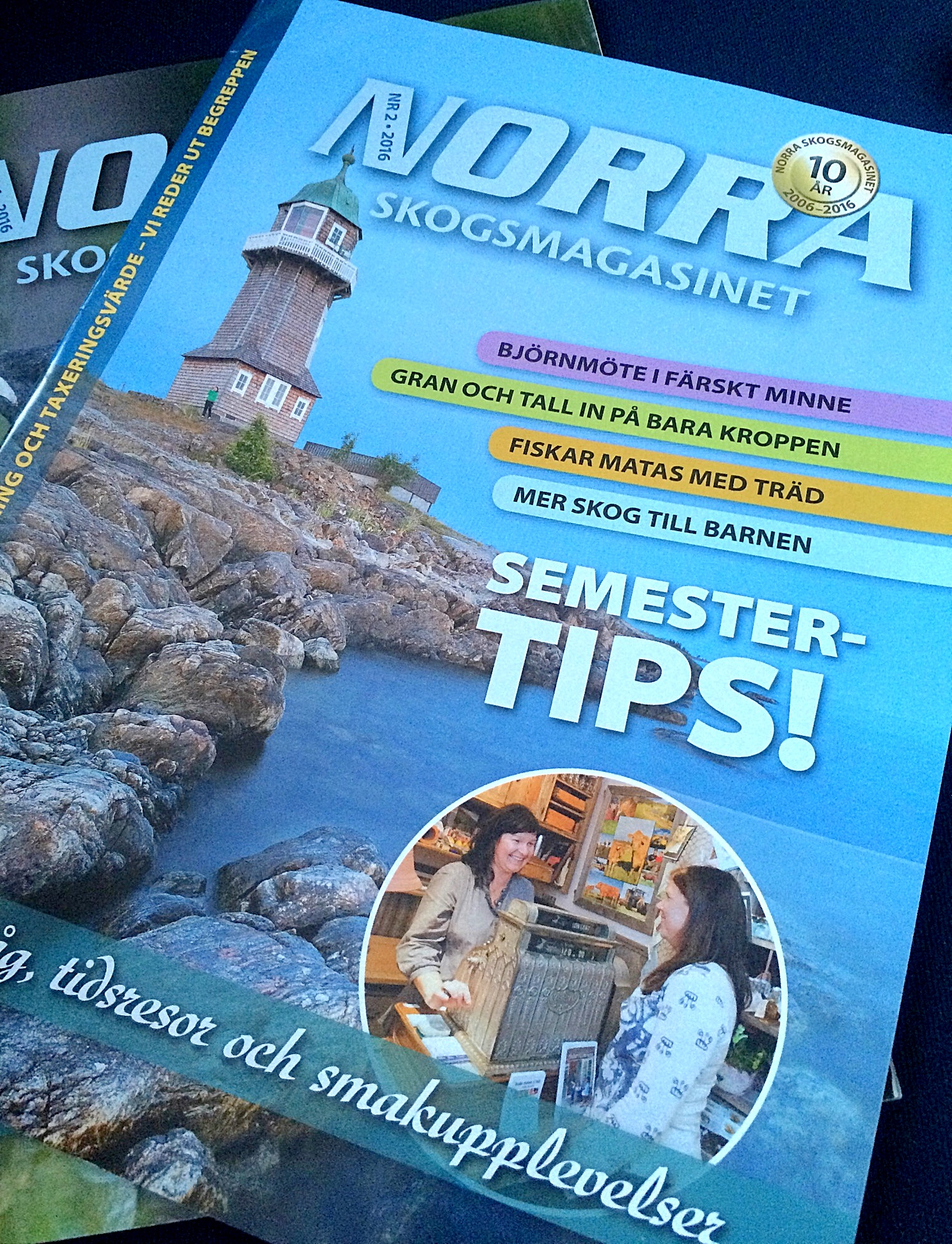
Norra Skogsmagasinet nummer 2/2016

Skogsmagasinet är en branschtidning som ges ut av Norra Skog. Den är en av de största skogstidningarna i landet. Tidningen grundades 2006 och upplagan är TS-reviderad sedan 2010. TS-upplagan för helåret 2017 (per utgivningstillfälle) uppgick till 40 100 exemplar. Skogsmagasinet ges ut både som papperstidning och e-tidning. ISSN 1653-5154.